# بوسلتون

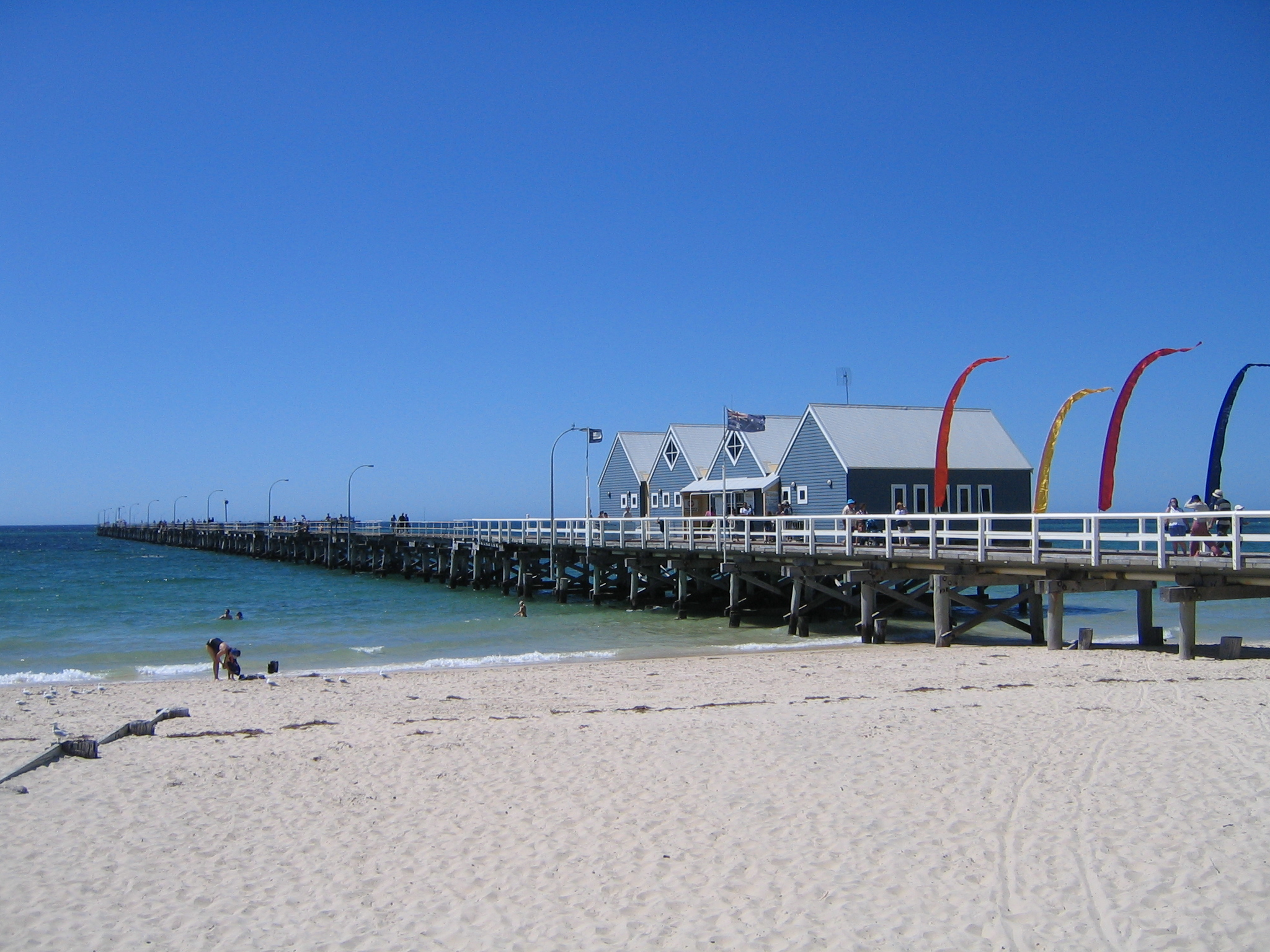
قياس 1841 متر ، ويقال إن جيتي بوسلتون ليصبح أطول هيكل خشبي في نصف الكرة الجنوبي.

بوسلتون (بالإنجليزية: Busselton)‏ هي مدينة تقع في أستراليا الغربية على بعد 230 كيلومترا جنوب بيرث على الساحل الجنوبي الغربي للدولة.
|التاريخ=November 2014
}}</ref> استقر في عام 1832 ، وهي منطقة تشهد نموا سريعا في أستراليا، ولديها الآن حوالي 20000 شخص. وقد تم التصويت على أنها مدينة سياحية غرب أستراليا الكبرى في 1995 و 1996 و 2005 ، ولها أطول رصيف في نصف الكرة الجنوبي، وتمتد 2 كلم في البحر.

## المناخ
يظهر الجدول التالي التغييرات المناخية على مدار السنة لبوسلتون:
| البيانات المناخية لـبوسلتون              | البيانات المناخية لـبوسلتون | البيانات المناخية لـبوسلتون | البيانات المناخية لـبوسلتون | البيانات المناخية لـبوسلتون | البيانات المناخية لـبوسلتون | البيانات المناخية لـبوسلتون | البيانات المناخية لـبوسلتون | البيانات المناخية لـبوسلتون | البيانات المناخية لـبوسلتون | البيانات المناخية لـبوسلتون | البيانات المناخية لـبوسلتون | البيانات المناخية لـبوسلتون | البيانات المناخية لـبوسلتون |
| الشهر                                    | يناير                       | فبراير                      | مارس                        | أبريل                       | مايو                        | يونيو                       | يوليو                       | أغسطس                       | سبتمبر                      | أكتوبر                      | نوفمبر                      | ديسمبر                      | المعدل السنوي               |
| ---------------------------------------- | --------------------------- | --------------------------- | --------------------------- | --------------------------- | --------------------------- | --------------------------- | --------------------------- | --------------------------- | --------------------------- | --------------------------- | --------------------------- | --------------------------- | --------------------------- |
| الدرجة القصوى °م (°ف)                    | 40.2 (104.4)                | 40.0 (104.0)                | 39.0 (102.2)                | 33.7 (92.7)                 | 29.0 (84.2)                 | 23.6 (74.5)                 | 22.0 (71.6)                 | 23.8 (74.8)                 | 28.1 (82.6)                 | 32.2 (90.0)                 | 36.9 (98.4)                 | 41.0 (105.8)                | 41.0 (105.8)                |
| متوسط درجة الحرارة الكبرى °م (°ف)        | 30.2 (86.4)                 | 30.1 (86.2)                 | 27.8 (82.0)                 | 24.0 (75.2)                 | 20.5 (68.9)                 | 17.9 (64.2)                 | 16.8 (62.2)                 | 17.3 (63.1)                 | 18.3 (64.9)                 | 21.3 (70.3)                 | 25.0 (77.0)                 | 27.9 (82.2)                 | 23.1 (73.6)                 |
| متوسط درجة الحرارة الصغرى °م (°ف)        | 14.2 (57.6)                 | 14.6 (58.3)                 | 13.5 (56.3)                 | 11.0 (51.8)                 | 9.0 (48.2)                  | 7.6 (45.7)                  | 6.8 (44.2)                  | 7.3 (45.1)                  | 7.7 (45.9)                  | 8.7 (47.7)                  | 10.7 (51.3)                 | 12.4 (54.3)                 | 10.3 (50.5)                 |
| أدنى درجة حرارة °م (°ف)                  | 4.0 (39.2)                  | 5.3 (41.5)                  | 3.1 (37.6)                  | 3.0 (37.4)                  | 0.0 (32.0)                  | −1.0 (30.2)                 | 0.0 (32.0)                  | 0.0 (32.0)                  | 0.9 (33.6)                  | 0.8 (33.4)                  | 0.9 (33.6)                  | 2.2 (36.0)                  | −1.0 (30.2)                 |
| الهطول مم (إنش)                          | 15.3 (0.60)                 | 4.2 (0.17)                  | 19.4 (0.76)                 | 32.9 (1.30)                 | 100.3 (3.95)                | 126.8 (4.99)                | 135.3 (5.33)                | 108.9 (4.29)                | 75.1 (2.96)                 | 30.3 (1.19)                 | 22.1 (0.87)                 | 10.8 (0.43)                 | 684.8 (26.96)               |
| متوسط أيام هطول الأمطار                  | 2.4                         | 2.2                         | 4.6                         | 9.0                         | 14.2                        | 18.0                        | 20.3                        | 19.0                        | 16.9                        | 10.3                        | 6.5                         | 4.0                         | 127.4                       |
| Average afternoon رطوبة نسبية (%)        | 35                          | 36                          | 40                          | 50                          | 59                          | 68                          | 68                          | 66                          | 63                          | 54                          | 45                          | 39                          | 52                          |
| المصدر: Australian Bureau of Meteorology |                             |                             |                             |                             |                             |                             |                             |                             |                             |                             |                             |                             |                             |

## أعلام
- ريتشارد غيل
- ستيوارت بوفل
- باري هاوس
- هارون هوبكينز
- تايلور ورث
- شون كينان
- ديفيد ريد